# Village
« Patelin » redirige ici. Pour l’article homophone, voir Pathelin.
Pour l’article homonyme, voir Village (homonymie).
 (mars 2019).
Un village est une « agglomération rurale caractérisée par un habitat plus ou moins concentré, possédant des services de première nécessité et offrant une forme de vie communautaire ». Au Québec, le terme ne doit pas être confondu avec « municipalité de village », qui est une notion administrative, et au Maroc, avec « commune rurale », qui est une collectivité territoriale (un village y étant rattaché et pouvant porter le même nom).

## Étymologie

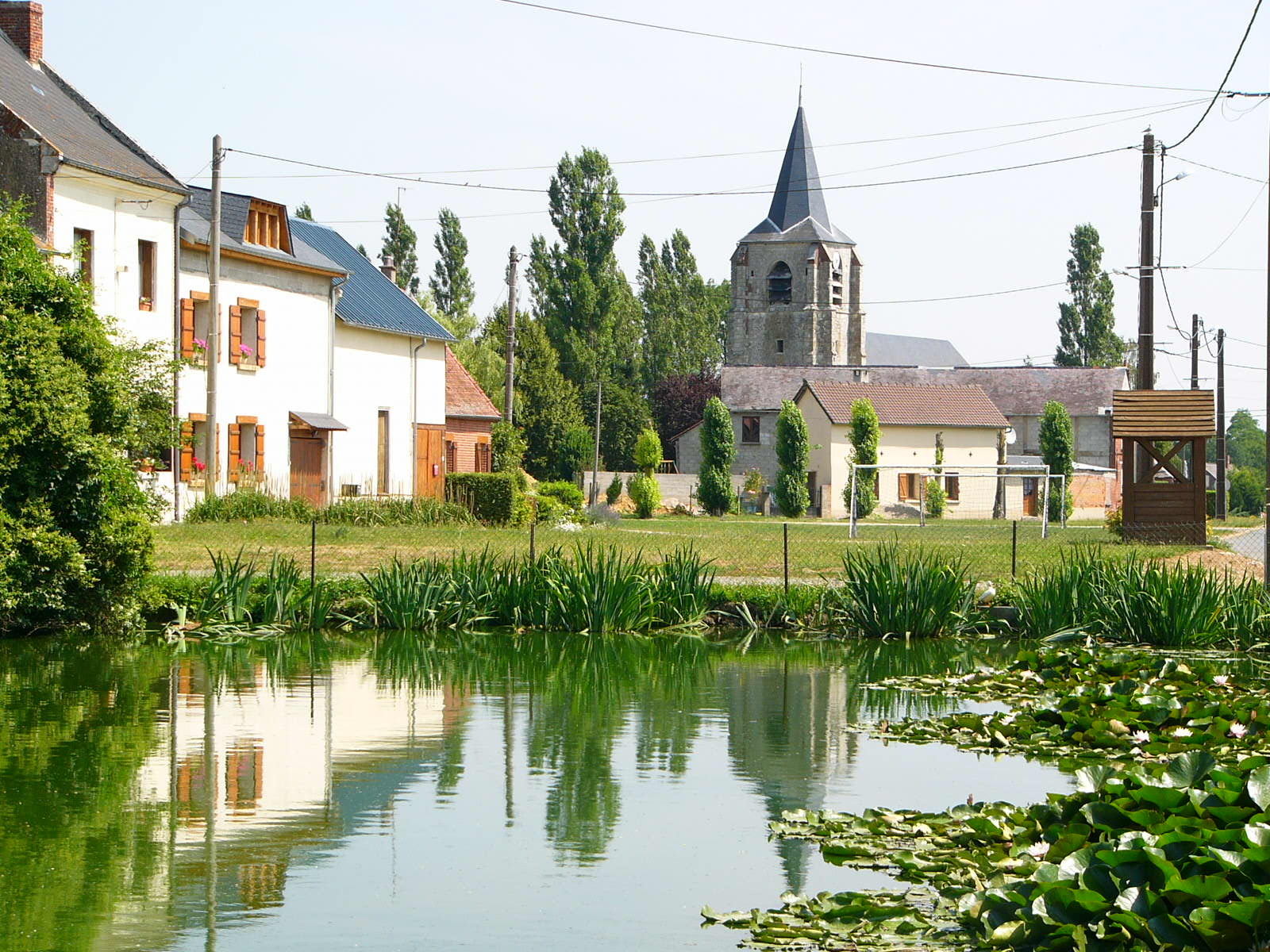
Le village français de Lavacquerie.

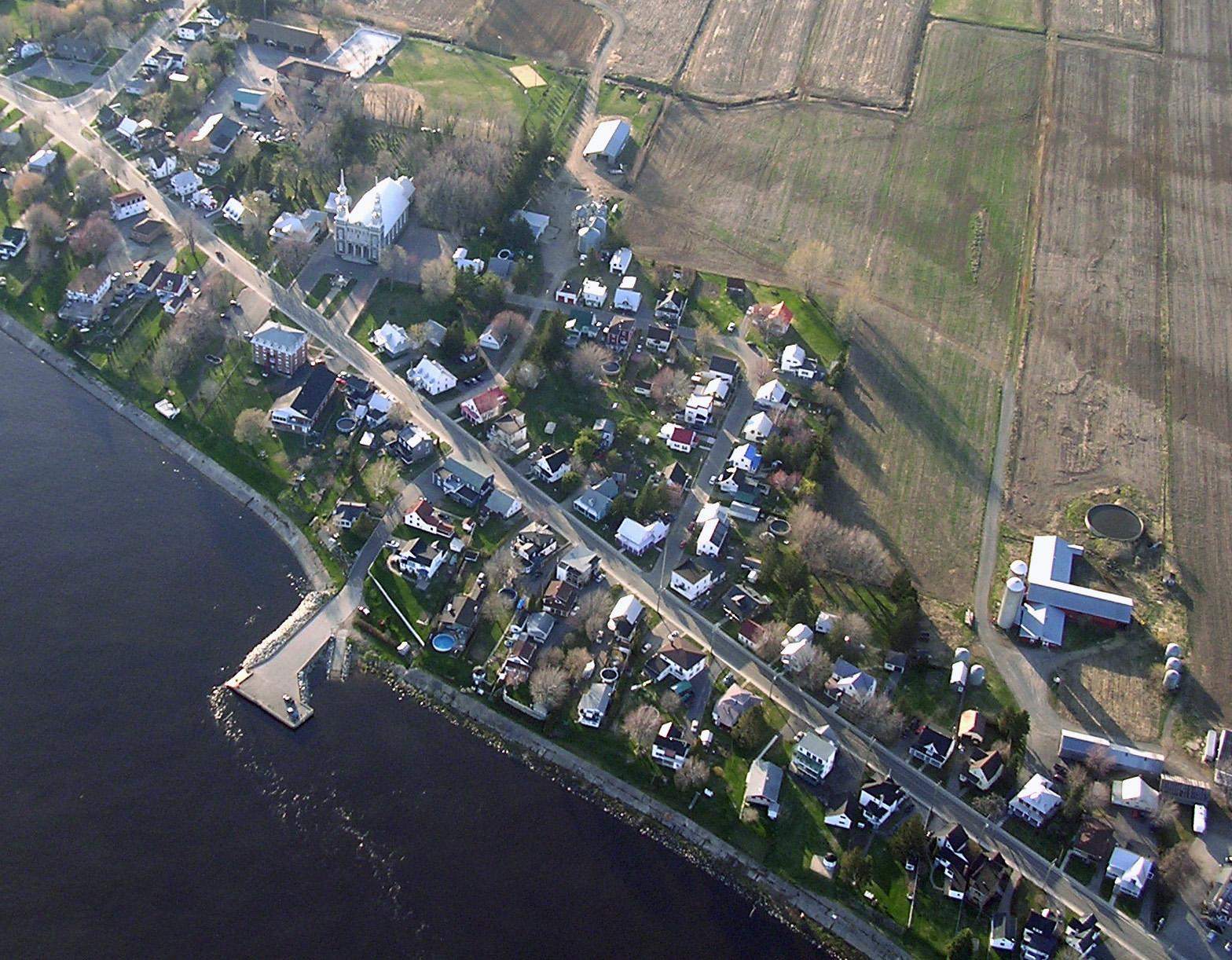
Le village québécois de Champlain.

Le terme de village dérive de l'ancien français vil(l)e « ferme, propriété rurale, agglomération » issu du gallo romain VILLA « domaine rural », du latin villa rustica « grand domaine rural » avec un suffixe -age. Il est attesté sous la forme latinisée villagium « groupe d'habitations rurales » en latin médiéval dès le XIe siècle, mais rare avant le XIIIe siècle et uniquement d'un emploi savant. Il permet de faire la distinction avec ville, mot qui pouvait avoir soit le sens de « domaine rural », soit celui de « village, agglomération », avant de prendre celui, unique, d'« agglomération urbaine » qu'on lui connaît aujourd’hui.

## Éléments de définition

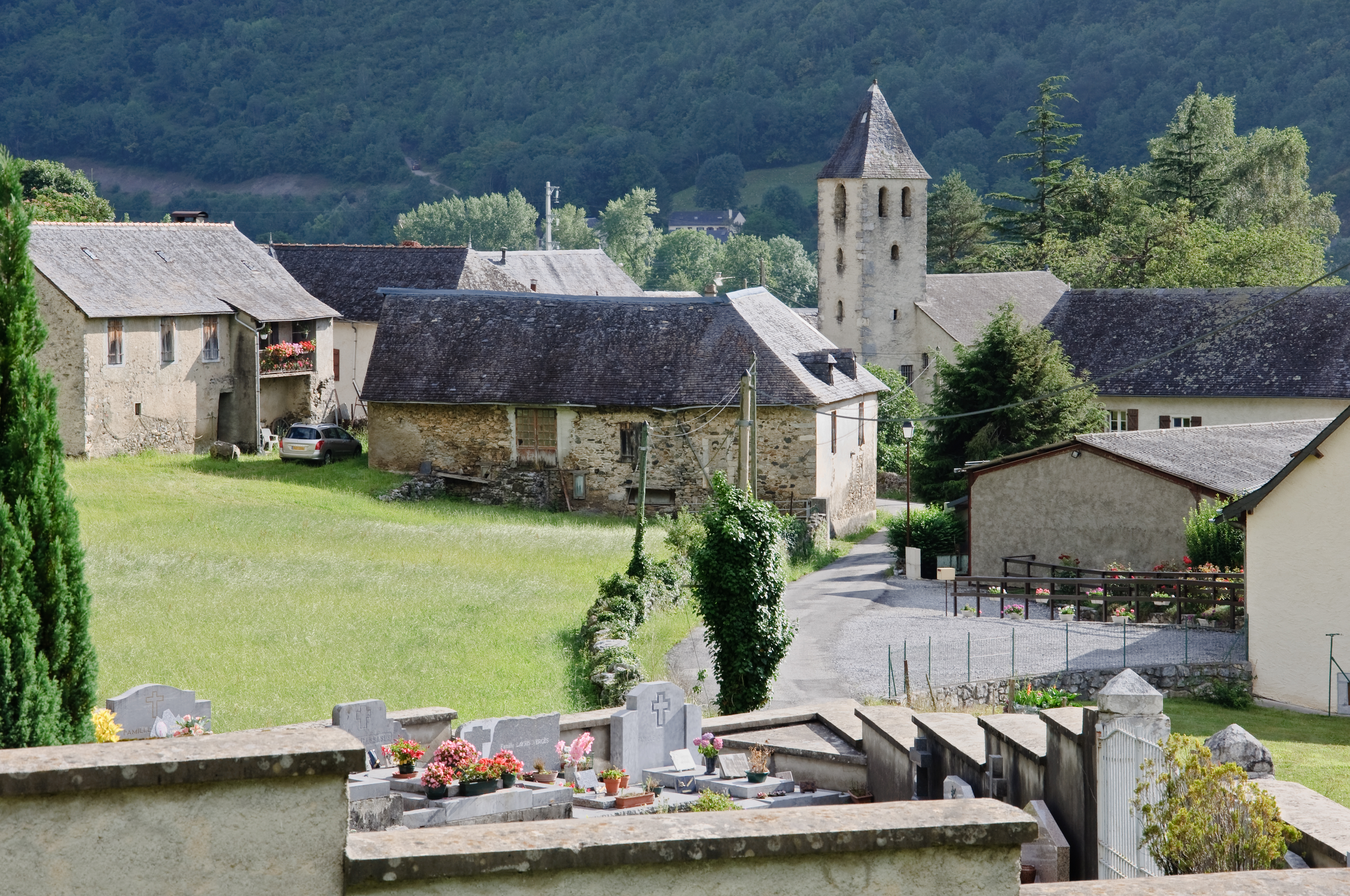
Bélesten, l'un des deux villages réunis pour former la commune française de Gère-Bélesten (Pyrénées-Atlantiques)

Les seuils de surface et de population au-delà desquels on peut dire qu'un établissement humain est un hameau, un village (feux), un bourg ou une ville sont relatifs ; ils varient dans l'histoire et selon les territoires.
Aristote appelle « village » la « première communauté formée de plusieurs familles en vue de la satisfaction de besoins qui ne sont plus purement quotidiens ». La famille étant, selon le philosophe, le premier stade de communauté que l’on peut observer.
En 1825, F. J. Grille note à propos de Wormhout qui abrite alors trois à quatre mille âmes, en Flandre maritime, dans le département du Nord, qu'il ne sait pas s'il faut parler de village, ou plutôt de bourg, ou même de ville. « On donne en Flandre le nom de village à des lieux qui, dans les Alpes ou les Pyrénées, seraient très bien des préfectures », commentait-il.
En France, dans certaines régions, la Bretagne par exemple, ou encore l'Auvergne ou le Limousin,,, le terme « village » désigne ce qui est appelé ailleurs un hameau, dont le nombre d’habitations peut être inférieur à cinq maisons. Ainsi la commune (ou paroisse) comprend son bourg et ses villages.
Au Canada, le terme village peut désigner un type de municipalité ; au Québec, la municipalité de village est l'une des cinq expressions qui désignent les municipalités, lorsque son territoire correspond à un village au sens d'habitat plus ou moins concentré.

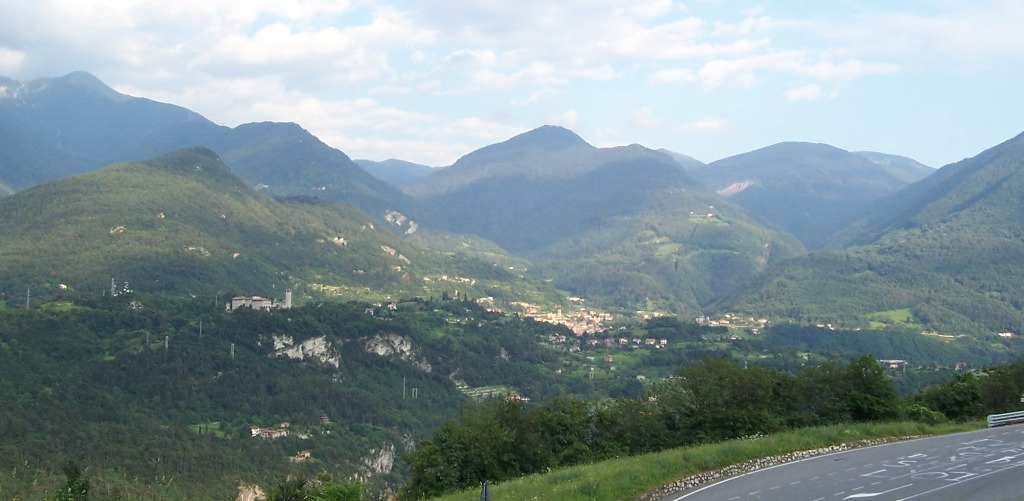
Bienno en Lombardie, Italie

En Italie et Suisse italienne, l'équivalent est frazione, sous-division d'une commune. Mais le terme village peut être encore employé s'il a un qualificatif particulier (exemple Bienno, classé un des plus beaux villages d'Italie par l'ANCI (Association des Communes italiennes).
En Indonésie, le village ou desa est, au même titre que la commune ou kelurahan, l'unité administrative de niveau le moins élevé. La différence avec le kelurahan est que d'une part, le chef de village (kepala desa) est élu au suffrage direct, d'autre part, en vertu des lois sur l'autonomie régionale en Indonésie, le desa est investi d'un rôle coutumier.

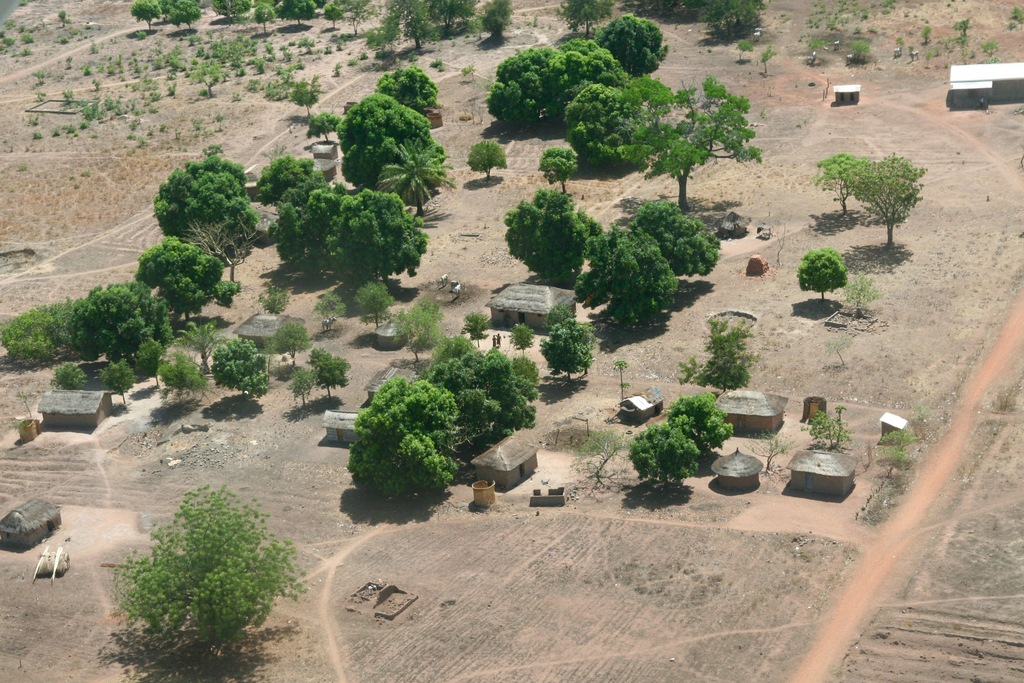
Un village en République centrafricaine.

En République centrafricaine, le village est une subdivision sans personnalité morale de la commune. Il est constitué en zone rurale par un ensemble de familles ayant réalisé entre elles une communauté d’intérêts pour des raisons ethniques, économiques, historiques ou religieuses. Il est dirigé par un chef de village élu pour dix ans et placé sous l’autorité du Maire de la commune.
Au Rwanda, ce terme désigne aussi la plus petite division administrative du pays.
Le village planétaire (en anglais global village) est une expression qui exprime le raccourcissement des distances dû au développement des communications, particulièrement avec Internet. Elle a été créée en 1971 par le Canadien Herbert Marshall Mac Luhan, professeur à l'université de Toronto, lorsqu'il publia War and Peace in the Global Village.
Un village est généralement constitué d'édifice public, d'hôtel de ville – mairie, de tribunal, d'office du tourisme, de bureau de poste, de poste de police, de prison, de caserne de pompiers, d'école, de collège, de lycée, d'université, de bibliothèque, de maison de retraite, de foyer municipal, d'église, de cathédrale, de château, de musée, de galerie d'art, de centre culturel, de théâtre, de cinéma, de monument aux morts, de monument commémoratif, de cimetière, de statue, de fontaine, de parc/jardin public, d'aéroport, de gares, de stade...

## Types particuliers de villages

### Écovillage
Un écovillage (ou éco-village, éco-lieu, éco-hameau), est une agglomération, généralement rurale, ayant une perspective d'autosuffisance variable d'un projet à l'autre et reposant sur un modèle économique alternatif… 

### Village étape
Village étape est un label officiel français attribué à des communes de moins de 5 000 habitants situées à proximité d'un grand axe routier.

### Village naturiste
- Article détaillé: Village naturiste

### Village de vacances
Un village de vacances est un hébergement touristique qui accueille essentiellement des familles, le plus souvent lors de leurs vacances. 

## Municipalités incluant le mot «village»

### Canada
- Abram-Village
- Village-Blanchard
- Village-des-Poirier
- Village-Beaudoin[10]
- Village Cone

### France
- Beaumont-Village (Indre-et-Loire)
- Crucey-Villages (Eure-et-Loir)
- Le Grand-Village-Plage (Charente-Maritime)
- Neufvillage (Moselle)
- Roussy-le-Village (Moselle)
- Saint-Germain-Village (Eure)
- Sathonay-Village (Rhône)
- Tremblay-les-Villages (Eure-et-Loir)
- Village-Neuf (Haut-Rhin)
- Wy-dit-Joli-Village (Val-d'Oise)
- Coudekerque-Village (Nord)

et autrefois, également :
- Aubigny-Village (Cher)[11]
- Gavray-Village (Manche)[12]
- Vierzon-Villages (Cher)[13]
- Briouze (Orne)
- La Sauvagère (Orne)

## Quartiers de municipalités incluant le mot «village»
- Greenwich Village est un quartier de Manhattan à New York.
- Le Village désigne le quartier gay de Montréal au Québec.

## Sites historiques
- Village québécois d'antan est un site historique situé à Drummondville au Québec
- Upper Canada Village est un site historique situé à Morrisburg en Ontario
- Village historique acadien est un site historique situé à Rivière-du-Nord au Nouveau-Brunswick
- Village historique de Kings Landing est un site historique situé à Prince William au Nouveau-Brunswick
- Village historique acadien est un site historique situé à Pubnico, en Nouvelle-Écosse